# Semgalliska

Baltiska stammar runt år 1200.

Semgalliska (lettiska: zemgaļu valoda, litauiska: žiemgalių kalba) är ett utdött östbaltiskt språk, som talades i Semgallen, i de centrala samt södra delarna av dagens Lettland runt Bauska, Dobele och Jelgava, och i de norra delarna av Litauen. Språket försvann förmodligen under den senare delen av 1400-talet då man började att assimilera letter och litauer till att tala samma språk. Lite är känt om språket då det inte finns lagrade texter på språket, och det man vet om språket bygger uteslutande på forskning om ortnamn och personnamn.